# Susanne Götze

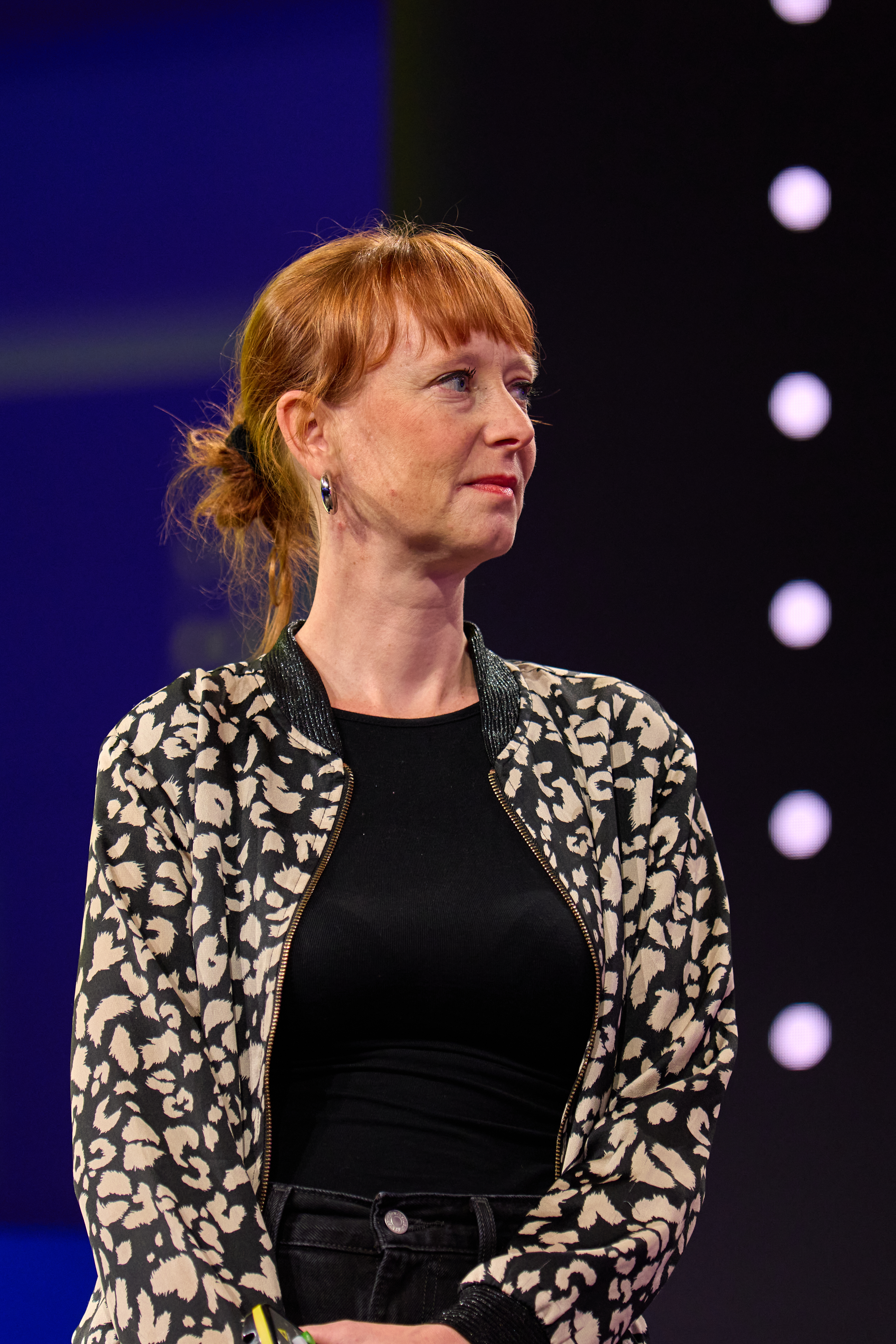
Susanne Götze, 2025

Susanne Götze (* 1980 in Ost-Berlin) ist eine deutsche Journalistin und Autorin.

## Leben und Wirken
Götze wuchs in Berlin-Köpenick auf. Sie studierte Literaturwissenschaft, Politikwissenschaft und Geschichte an den Universitäten Potsdam, Paris und Grenoble. 2014 wurde sie in Neuerer Geschichte mit einer deutsch-französischen Dissertationsschrift (Universität Potsdam; Université de Lorraine) über Die Neue französische Linke von 1958–1968. Engagement, Kritik, Utopie promoviert.
Seit 2002 ist sie als Journalistin im Bereich Wissenschaft, Energiewende, Umwelt und Klima aktiv. Sie war Organisatorin der Linken Medienakademie und stellvertretende Chefredakteurin bei Klimaretter.info. Als freie Journalistin schrieb sie unter anderem für Frankfurter Rundschau, Freitag, Zeit Online, Süddeutsche Zeitung, nd und taz. Ebenfalls erschienen Artikel in Natur, Correctiv, Cicero und National Geographic. Darüber hinaus ist sie als Hörfunk- und Fernsehjournalistin aktiv, wobei sie u. a. für den Deutschlandfunk Beiträge und Reportagen verfasste. Seit 2020 arbeitet sie hauptberuflich als Redakteurin im Wissenschaftsressort des Spiegel.
Götze lebte und arbeitete von 2009 bis 2014 in Brüssel und Paris. Dort arbeitete sie neben ihrer journalistischen Tätigkeit unter anderem für das Goethe-Institut Paris und war Stipendiatin des Deutschen Historischen Instituts Paris. Seit 2014 hat sie ihren Lebensmittelpunkt wieder in Berlin, 2019 heiratete sie einen argentinischen Musiker.
Neben ihrer journalistischen Arbeit ist sie Autorin mehrerer Bücher und Buchkapitel. Nach mehrjährigen Recherchen in Afrika, dem Nahen Osten, Europa und den USA verfasste sie 2018 die Buchreportage Land unter im Paradies. Reportagen aus dem Menschenzeitalter. 2020 erschien ein gemeinsam mit Annika Joeres verfasstes Buch mit dem Titel Die Klimaschmutzlobby. Wie Politiker und Wirtschaftslenker die Zukunft unseres Planeten verkaufen, bei der sie die Aktivitäten von Klimaschutz-Bremsern und Klimawandelleugnern in der Europäischen Union und verschiedenen EU-Staaten untersuchte.
Im Juli 2022 erschien das zweite gemeinsame und preisgekrönte Buch mit Annika Joeres Klima außer Kontrolle. Fluten, Hitze, Stürme – wie Deutschland sich schützen muss, in der die beiden Journalistinnen ihre Recherche über fehlende Klimaanpassung in Deutschland schildern. Die Bundespolitik, aber auch Gemeinden und Städte in Deutschland würden zu wenig tun, um die Bevölkerung vor Extremwetter wie Dürre, Hitzewellen oder Starkregen zu schützen, so die These.
Der Medienwissenschaftler Bernhard Pörksen zählt Götze zu den „besten Klimareporterinnen und -reportern“ Deutschlands.

## Auszeichnungen (Auswahl)
- NDR-Sachbuchpreis 2022 für Klima außer Kontrolle[13]
- ITB BuchAwards 2019 für Land unter im Paradies[14]
- Otto-Brenner-Preis, Forschungsstipendium 2017[15]
- Umweltmedienpreis der DUH 2016 in der Kategorie online[16]

## Bücher
- mit Annika Joeres: Die Milliardenlobby. Wer uns von Öl und Gas abhängig macht. Piper, München 2025, ISBN 978-3-492-07331-8.
- mit Annika Joeres: Durstiges Land. Wie wir leben, wenn das Wasser knapp wird. München 2023, ISBN 978-3-423-26372-6.
- mit Annika Joeres: Klima außer Kontrolle. Fluten, Hitze, Stürme – wie Deutschland sich schützen muss, Piper, München 2022, ISBN 978-3-492-06336-4.
- Wenn das Wasser kommt, mit Rutger Bregman, Rowohlt 2021, ISBN 978-3-499-00729-3.
- mit Annika Joeres: Die Klimaschmutzlobby. Wie Politiker und Wirtschaftslenker die Zukunft unseres Planeten verkaufen. Piper, München 2020, ISBN 978-3-492-07027-0.
- Land unter im Paradies. Reportagen aus dem Menschenzeitalter. Oekom Verlag, München 2018, ISBN 978-3-96238-053-3.
- Die Neue französische Linke von 1958–1968. Engagement, Kritik, Utopie. Tectum Verlag, Marburg 2015, ISBN 978-3-8288-3691-4 (zug. Diss. Potsdam 2014).